# Подбугорная
Подбугорная — упразднённая деревня в Тобольском районе Тюменской области России. Входила в состав Абалакского сельсовета. Упразднена в 2004 году, в связи с прекращением существования.

## География
Располагалась на правом берегу Иртыша, в 2 километрах (по прямой) к юго-востоку от села Абалак.

## История
До 1917 года входила в состав Абалакской волости Тобольского уезда Тобольской губернии. По данным на 1926 год юрты Подбугорные состояли из 27 хозяйств. В административном отношении входили в состав Абалакского сельсовета Тобольского района Тобольского округа Уральской области.

## Население
| 1989 | 2002 |
| ---- | ---- |
| 0    | →0   |

По данным переписи 1926 года в юртах проживало 118 человек (60 мужчин и 58 женщин), в том числе: сибирские татары составляли 100 % населения.